# Hamar
Hamar ( ? i  escolteu-ne la pronunciació en noruec) és una ciutat i municipi situat al comtat d'Innlandet, Noruega. Té 30.120 habitants (2016) i la seva superfície és de 350,94 km². És la capital del comtat i és la segona ciutat més poblada d'aquest, després de Ringsaker.
La ciutat està situada a la vora del llac Mjøsa, el llac més gran de Noruega, i està envoltada pels municipis de Ringsaker al nord-oest, Åmot al nord, Løten a l'est i Stange al sud.

## Informació general
El municipi de Ringsaker se separà de Vang per esdevenir municipi propi el 1849. Vang es va incloure a Hamar l'1 de gener de 1992.

### Nom
El municipi (originalment la ciutat) és el nom de l'antiga granja de Hamar (en nòrdic antic: Hamarr), ja que l'antiga ciutat medieval va ser construïda en aquest terreny. El nom és idèntic a la paraula hamarr que significa "turó rocós".

### Escut d'armes
L'escut d'armes mostra un gall de cua forcada assegut a la part superior d'un pi en un fons blanc. Fou descrit per primer cop en l'anonimat Hamarkrøniken (La Crònica de Hamar), escrit el 1553.

## Història

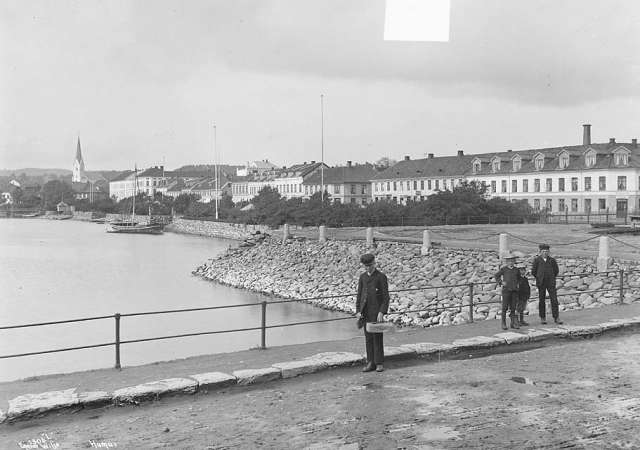
Hamar el 1980.

Hamar es fundà el 1152 a la riba del llac Mjøsa com a ciutat residencial de bisbes. Es tractava de l'única ciutat medieval de Noruega fora de les regions costaneres.
Posteriorment s'hi construïren la catedral, el monestir i les escoles. En 400 anys aquesta localitat es convertí en una de les quatre o cinc ciutats més importants del país. L'últim bisbe catòlic, abans de la conquesta del 1537 de Haram pel danès Truid Ulfstand, fou Morgens Lauritsson.
El 1567 la catedral fou destruïda pel general suec Johan Siggeson, que lluitava pel rei Erik. En aquesta època la majoria dels habitants abandonaren la ciutat, i el 1589 el mercat fou tancat per ordre reial. Tot i que la catedral fou reconstruïda l'any 1596, Hamar va perdre el títol de ciutat.
No obstant això, el 1849 la ciutat gaudí d'una revitalització i es convertí en un centre administratiu i econòmic del comtat. A finals del segle xix experimentà un creixement demogràfic notable, debut a la prosperitat de la seva indústria, agricultura i ramaderia.
D'ençà que el 1994 s'obrí l'Escola Superior de Hedmark (Høgskolen i Hedmark) Hamar s'ha convertit en una ciutat d'estudiants, plena de vida i gent jove. Entre els seus dots actuals cal destacar també la pista de gel de gran amplada situada a la ciutat i la casa-museu de l'escriptor local Rut Brandt.

## Esports
Durant els Jocs Olímpics d'Hivern de 1994 la ciutat de Hamar fou escollida per dur-hi a terme diversos tornejos d'hivern (com ara patinatge artístic o patinatge sobre gel). La resta de competicions es dugueren a terme a Lillehammer.
Quant a futbol, l'equip de Hamar Ham-Kam pujà a la primera divisió de la lliga noruega (Tippeliggen) l'any 2006, tot i que la temporada següent tornà a baixar a segona divisió.

## Paisatge urbà

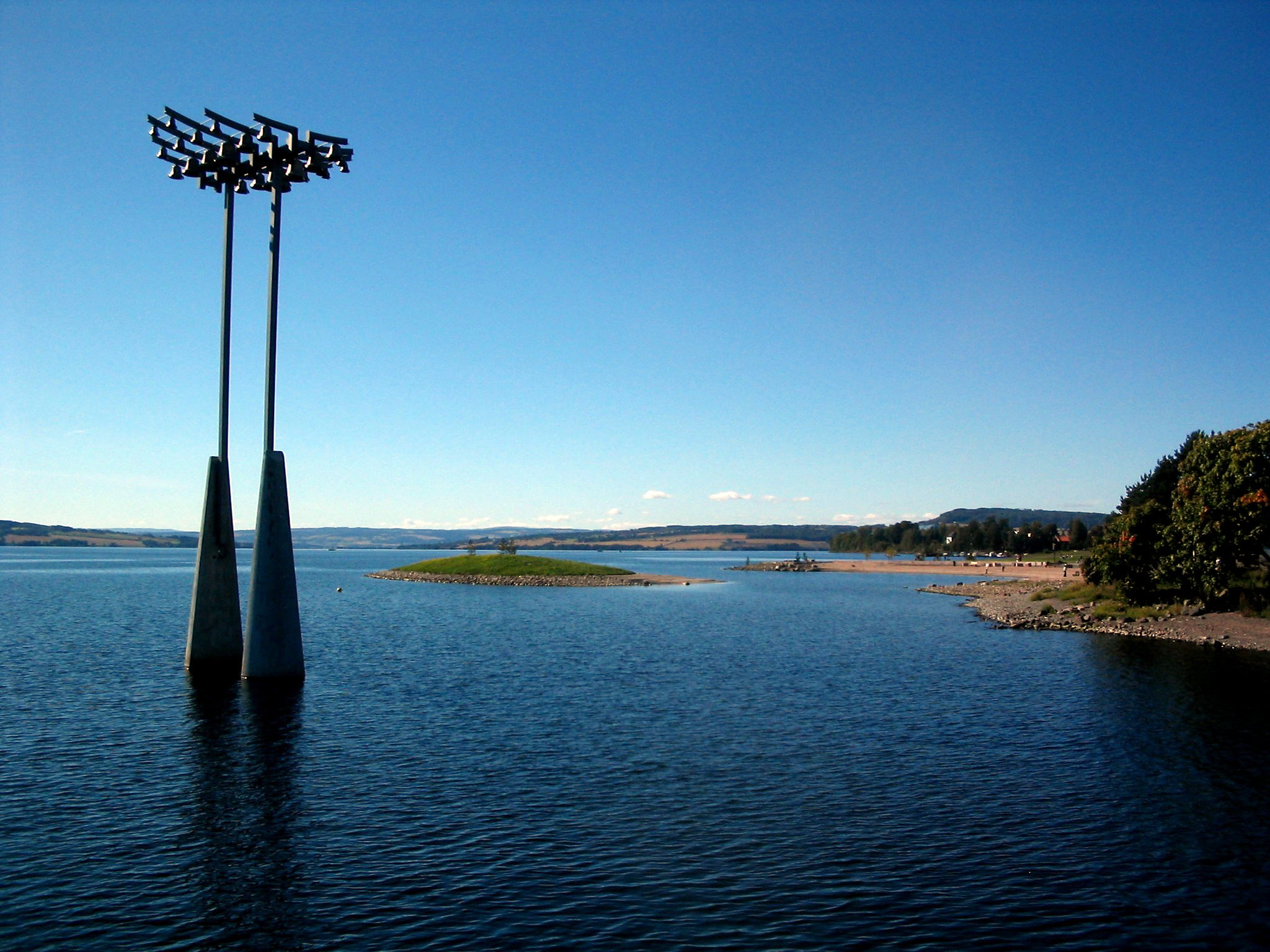
La torre del rellotge i l'illa de Koigen, al llac Mjøsa.

El museu de Hedmark, situat a Domkirkeodden, és una important empremta històrica de Hamar. Es tracta d'un museu a l'aire lliure amb restes d'una església medieval, una fortalesa episcopal i una col·lecció de cases de camp antigues. És un museu medieval, etnològic i arqueològic combinat, i ha rebut premis d'arquitectura pel seu enfocament a la conservació i exhibició. També hi ha un vast arxiu fotogràfic de la regió de Hedmark.
A més, Hamar és coneguda per la seva coberta de patinatge de velocitat en pista llarga i sorra bandy a l'Estadi Olímpic, més conegut com a Vikingskipet ("El vaixell viking") per la seva forma. Va ser construït per albergar les competicions de patinatge de velocitat dels Jocs Olímpics d'Hivern de 1994 que es van celebrar als voltants de la ciutat.
El centre de Hamar és la passarel·la de vianants que es troba al centre de la ciutat, amb la biblioteca, el cinema i el mercat d'agricultors a Stortorget.

### Punts d'interès

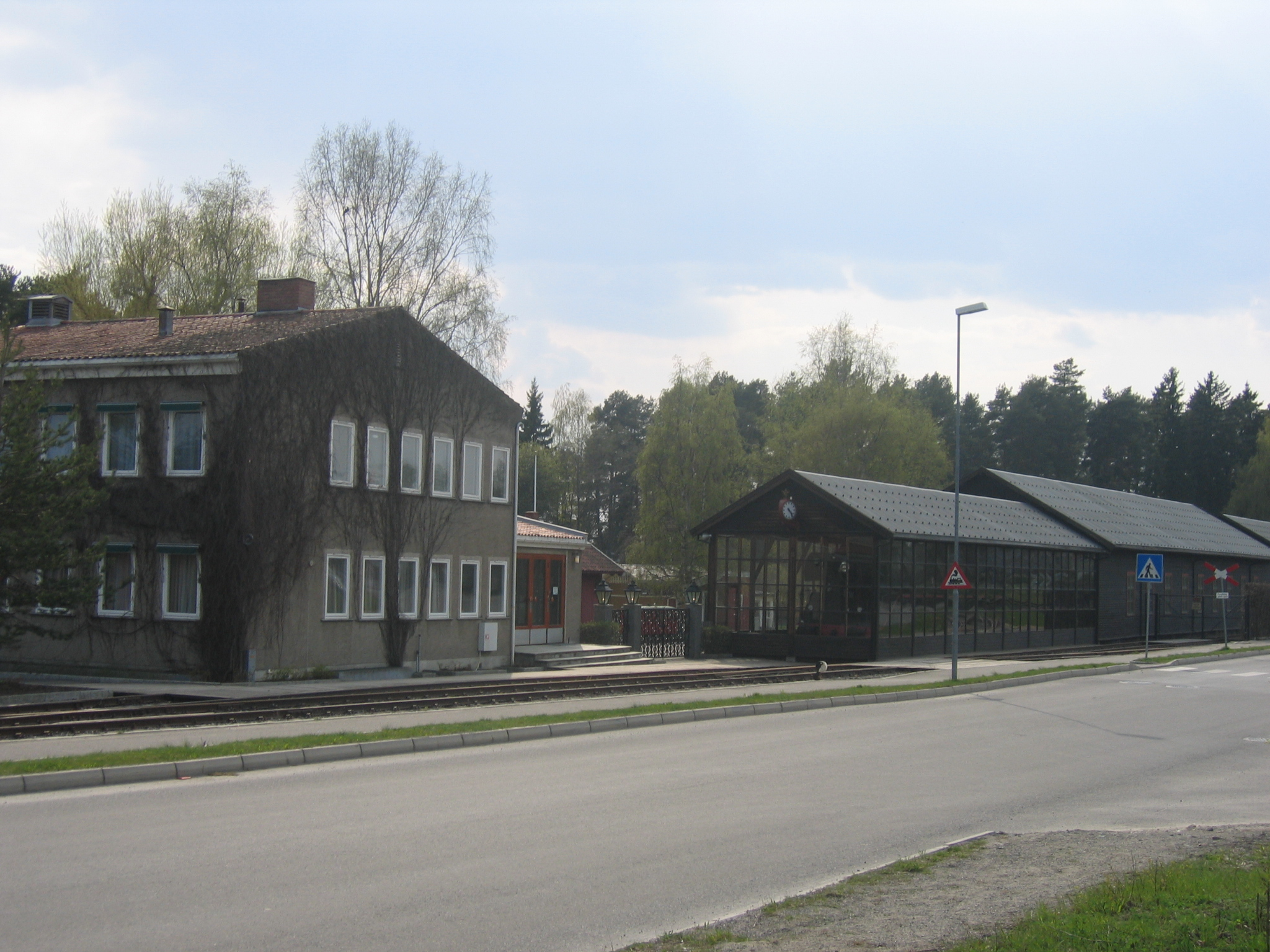
El museu de trens i locomotores.

El més conegut i popular és, sens dubte, el Vikingskipet. Altres llocs d'interès són:
- Domkirkeodden, les ruïnes de la catedral.
- Jernbanemuseet, museu de trens i locomotores del segle xix.
- Norsk Utvandringsmuseum: museu de la història de l'emigració cap a Amèrica.
- Skiblander: el vapor de rodes més vell del món, que també és conegut com a cigne blanc.
- Escola superior de Hamar: L'escola superior de Hedmark és una escola d'uns 3700 estudiants i 400 empleats (dades de 2006). Es distribueix per Hamar i Elverum, que també pertany al comtat de Hedmark. Es va fundar el primer d'agost de 1994 i va quedar dividida en sis facultats.

## Transport
Hamar és un important nus ferroviari entre dues línies diferents de Trondheim. La línia de Røros (Rørosbanen), l'antiga línia de ferrocarril, es desvia de la principal línia de Dovre (Dovrebanen). El Museu Nacional del Ferrocarril (Norsk Jernbanemuseum) també es troba a Hamar.

## Residents importants
- Anders Baasmo Christiansen, actor.
- Rut Brandt, escriptora.
- Egil Danielsen, participà en els Jocs d'Hivern del 1994.
- Sigurd Evensmo, escriptor.
- Knut Faldbakken, dibuixant.
- Kirsten Flagstad, cantant d'òpera.
- Hulda Garborg, dibuixant.
- Rolf Jacobsen, poeta.
- Erik Kristiansen, jugador professional d'hoquei sobre gel.
- Terje Kojedal, futbolista professional.
- Torill Kove, dibuixant infantil.
- Katti Anker Møller, policia.
- Vegard Skogheim, futbolista professional.
- Patrick Thoresen, jugador d'hoquei sobre gel professional.
- Anette Trettebergstuen, polític.

## Ciutats agermanades
Hamar manté una relació d'agermanament amb les següents localitats:
- Lund, Comtat de Skåne, Suècia
- Viborg, Regió de Midtjylland, Dinamarca
- Dalvík, Islàndia
- Porvoo, Uusimaa, Finlàndia
- Greifswald, Mecklenburg-Pomerània Occidental, Alemanya
- Khan Younis, Franja de Gaza, Palestina
- Fargo (Dakota del Nord), Estats Units d'Amèrica
- Karmiel, Districte del Nord, Israel